# Tolérance
Pour les articles homonymes, voir Tolérance (homonymie).
 (janvier 2021).
- Si vous ne connaissez pas le sujet, laissez ce bandeau (vous pouvez alors contacter les auteurs).
- Si vous supprimez le contenu mis en cause (vous pouvez préalablement contacter les auteurs),

argumentez précisément cette suppression dans la page de discussion
(un manque de référence n'est pas un argument ; une recherche réelle de référence doit avoir été effectuée, être formellement documentée).
Vous pouvez aider à l'améliorer ou bien discuter des problèmes sur sa page de discussion.
- Il ne cite pas suffisamment ses sources. Vous pouvez indiquer les passages à sourcer avec {{référence nécessaire}} ou {{Référence souhaitée}}, et inclure les références utiles en les liant aux notes de bas de page. (Marqué depuis janvier 2016)
- Il doit être recyclé. La réorganisation et la clarification du contenu sont nécessaires. (Marqué depuis janvier 2021)

- Archive Wikiwix
- Bing
- Cairn
- DuckDuckGo
- E. Universalis
- Gallica
- Google
- G. Books
- G. News
- G. Scholar
- Persée
- Qwant
- (zh) Baidu
- (ru) Yandex
- (wd) trouver des œuvres sur Wikidata

En général, la tolérance, du latin tolerare (supporter) et tolerantia (endurance, patience, résignation), désigne la capacité à permettre ce que l'on désapprouve, c'est-à-dire ce que l'on devrait normalement refuser. En construction ou en dessin par exemple, on dit qu'on peut tolérer une certaine marge d'erreur.
Au sens moral, la tolérance est la vertu qui porte à respecter ce que l'on n'accepterait pas spontanément, par exemple lorsque cela va à l'encontre de ses propres convictions. C'est aussi la vertu qui porte à se montrer vigilant tant envers l'intolérance qu'envers l'intolérable. La vertu de tolérance est acceptée comme une valeur de morale sociale.
Toute liberté ou tout droit implique nécessairement, pour s'exercer complètement, un devoir de tolérance.
Selon John Locke, la tolérance signifie « cesser de combattre ce qu'on ne peut changer ».
Selon certains moralistes, la notion de tolérance est associée à la notion absolue de bien et de mal. La tolérance s'exerce lorsqu'on reconnaît qu'une chose est un mal, mais que combattre ce mal engendrerait un mal encore plus grand.
La tolérance peut alors conduire à une abstention volontaire dans le combat contre un mal identifié comme tel. Cette abstention n'est pas motivée par une relativisation des notions de bien et de mal, mais au contraire par la pleine conscience d'un mal qui ne peut pas être combattu sans produire un autre mal plus grave encore.
C'est en ce sens, par exemple, que le terme de « maison de tolérance », était encore usité au début du IVe siècle.

## Tolérance politique
La notion de tolérance est fondamentalement une notion morale, devenue notion politique et juridique. Elle a été théorisée sous cet angle par la philosophie à partir des XVIIe et XVIIIe siècles, une époque où sévissaient en Europe les guerres de religion. Le surgissement et le triomphe de la notion de tolérance dans les sociétés occidentales jusqu'à nos jours, s'explique par ce contexte où elle a été développée afin de mettre fin aux conflits entre catholiques et protestants, en définissant les règles et conditions auxquelles la diversité des idées, opinions et croyances, pouvaient être supportées et tolérées dans une même société, sans pour autant la mettre en danger en créant des divisions incompatibles. L'auteur de référence pour la théorie de la tolérance est l'anglais John Locke (1632-1704).

## Tolérance en droit
L'exemple le plus caractéristique est celui de l’article 2262 du code civil : « Les actes de pure faculté et ceux de simple tolérance ne peuvent fonder ni possession ni prescription. ».
De manière plus générale, la tolérance ne saurait être constitutive de droit. Il est certain que la précarité d'une situation ne saurait générer un droit juridiquement protégé au profit de celui qui a pu en bénéficier un certain temps.
À titre d'exemple, en droit des baux commerciaux :
- le preneur faisait valoir que le motif de non-renouvellement invoqué par sa bailleresse ne serait ni grave ni légitime puisqu'il a été toléré par elle-même[2] ;
- De même, le seul exercice d’une activité commerciale dans une partie du rez-de-chaussée ne constitue qu’une simple tolérance qui ne saurait modifier pour autant la clause formelle de destination à usage exclusif d’habitation prévue dans l’acte du 1er septembre 1954 qui fait la loi des parties[3].

## Tolérance sociale
La tolérance sociale est la capacité de respect d'une personne ou d'un groupe devant ce qui diffère de ses valeurs morales ou des normes établies par la société.

### Ce que la tolérance n'est pas
On a souvent tendance à assimiler la tolérance à des notions qui se révèlent fondamentalement différentes, bien que proches sur certains points.
- L'indifférence

L'indifférence est de n'éprouver ni plaisir, ni douleur, face à ce que l'on perçoit. Il n'y a aucunement besoin de tolérance face aux choses pour lesquelles on n'éprouve pas d'émotion. Par exemple, une personne pour qui les questions de religion ne sont pas une préoccupation, ne peut être qualifiée de tolérante ou intolérante en matière religieuse.
- La soumission

La soumission est l'acceptation sous la contrainte. Pour qu'il y ait tolérance, il faut qu'il y ait choix délibéré. On ne peut être tolérant qu'avec ce qu'on a le pouvoir (d'essayer) d'empêcher.
- L'indulgence

L'indulgence va plus loin que la tolérance, en cela qu'elle est une disposition à la bonté, à la clémence, une facilité à pardonner, alors que la tolérance peut être condescendante.[réf. nécessaire]
- La permissivité

La permissivité, tout comme l'indulgence, va plus loin que la tolérance. Elle se distingue de l'indulgence par l'absence de référence aux sentiments. Elle se définit comme une propension à permettre sans condition.
- L'acceptation

L'acceptation veut que l'on endosse les éléments auxquels nous sommes confrontés. Or, la tolérance suppose que l'on comprenne les valeurs d'une personne ou d'une idée dont l'autorité ou la valeur agit sur nous sans nécessairement être d'accord avec celle-ci. La tolérance est plutôt une forme de respect où nous essayons de supporter quelque chose ou quelqu'un indépendamment du jugement que nous lui portons : nous pouvons haïr ou mépriser ce que nous tolérons, le respecter à contrecœur.

### Tolérance et idéal
La tolérance est généralement considérée comme une vertu, car elle tend à éviter les conflits. Ainsi Kofi Annan disait-il que « La tolérance est une vertu qui rend la paix possible. »[réf. nécessaire]
Dans certaines religions, comme la religion bouddhiste, la tolérance est le premier pas vers l'équanimité, c'est-à-dire l'acceptation sans effort. La tolérance envers ce qui nous agresse, est un exercice à pratiquer sur soi-même.[réf. nécessaire]
Pour Voltaire, philosophe des Lumière à une époque où les persécutions religieuses et les fanatismes ne sont pas éteints, dans son  Traité sur la tolérance (1763), la liberté de pensée et de religion sont deux droits humains fondamentaux. Voltaire, en s’appuyant notamment sur des injustices telles que l'affaire Calas plaide pour une coexistence pacifique entre les différentes croyances. il dénonce les dogmes (« Moins de dogmes, moins de diſputes ; & moins de diſputes, moins de malheurs : ſi cela n’eſt pas vrai, j’ai tort. »)
« La tolérance est un exercice et une conquête sur soi. »
— Exercice du bonheur, Albert Memmi
[réf. nécessaire]
« L'esprit de tolérance est l'art d'être heureux en compagnie des autres. »
— Les Poings sur les i, Pauline Vaillancourt
[réf. nécessaire]

### Tolérance et réprobation
Cependant, on considère généralement qu'il n'y a pas de tolérance sans agression, c'est-à-dire qu'on ne peut être tolérant que face à ce qui nous dérange (c'est-à-dire ce avec quoi on n'est pas en accord) mais qu'on accepte par respect de l'individu (l'humanisme) ou pour la défense d'un idéal de liberté (le libéralisme).
La tolérance par respect de l'individu pourrait se formuler comme :
« Je ne suis pas d'accord avec toi, mais je te laisse faire par respect des différences. »
La tolérance pour la défense d'un idéal de liberté, est parfaitement illustrée par une célèbre citation attribuée de façon erronée à Voltaire :
« Je ne suis pas d'accord avec ce que vous dites, mais je me battrai jusqu'au bout pour que vous puissiez le dire. »
 Cela semble un résumé de ce que disait Voltaire sur Helvétius à l'article Homme des Questions sur l'Encyclopédie : 
« J’aimais l’auteur du livre De l’Esprit. Cet homme valait mieux que tous ses ennemis ensemble ; mais je n’ai jamais approuvé ni les erreurs de son livre, ni les vérités triviales qu’il débite avec emphase. J’ai pris son parti hautement, quand des hommes absurdes l’ont condamné pour ces vérités mêmes. »
La tolérance est soit un choix dicté par une conviction, soit un choix condescendant. Dans tous les cas, pour qu'il y ait tolérance, il faut qu'il y ait choix délibéré. On ne peut être tolérant qu'avec ce qu'on a le pouvoir d'essayer d'empêcher. L'acceptation sous la contrainte est la soumission.
Depuis les années 1950, la tolérance est généralement définie comme un état d'esprit d'ouverture à l'autre. Il s'agit d'admettre des manières de penser et d'agir différentes de celles que l'on a soi-même.
Il est d'autant plus difficile de comprendre un comportement (et éventuellement de l'accepter) quand on n'en connaît pas les origines. C'est pourquoi l'éducation est souvent considérée comme un vecteur de tolérance.
Ainsi Helen Keller disait « Le meilleur aboutissement de l'éducation est la tolérance. »

## Tolérance civile
Les mentalités évoluant — sur certains sujets — plus vite que les lois, il existe un décalage entre la morale sociale (celle qu'un groupe légitime) et les lois civiques. Ainsi, certaines dispositions de la loi peuvent, à un moment donné, être reconnues inadaptées et, de ce fait, n'être appliquées que partiellement ou plus du tout, faute de moyens.
On peut citer en exemple :
- les Maisons de tolérance, des établissements de prostitution autrefois réglementées par la loi française puis interdites en 1946, par la loi Marthe Richard, au nom[réf. nécessaire] d'une mutation de la conception du rôle des femmes dans la société. Il ne s'agit donc pas de tolérance mais d'imposition d'une nouvelle norme.

- plus proche de nous, la non-application des lois sur la consommation de drogues considérées à tort ou à raison comme « douces », ce qui est supporter ce qu'on ne peut contrôler.

Les modalités d'application de la loi qui devraient dépendre des décrets qui les promulguent, dépendent en fait souvent de la disponibilité du pouvoir à les faire appliquer. Par exemple, les décrets Jean Zay (1936) prévoient l'interdiction du port de signes religieux et politiques dans les écoles françaises, pourtant, la non-application de ces décrets a conduit les autorités à soumettre une nouvelle loi sur le même sujet en 2004.
Ainsi Georges Clemenceau disait dans Au soir de la pensée, « Toute tolérance devient à la longue un droit acquis. »

## La tolérance selon Locke
Historiquement, la première notion de tolérance est celle défendue par John Locke dans sa Lettre sur la tolérance, qui est définie par la formule « cessez de combattre ce qu'on ne peut changer ».
D'un point de vue social, il s'agit de supporter ce qui est contraire à la morale (ou à l'éthique) du groupe posée comme un absolu. Il s'agit principalement de réaction face à un comportement que l'on juge mauvais, mais que l'on accepte parce qu'on ne peut faire autrement. C'est donc à partir d'une glorification de la souffrance que s'établit une conception éthique de la tolérance.
Le respect de l'individu et de ses idées n'intervient qu'à partir du moment où l'on ne peut convoquer la puissance publique contre sa façon de faire et ce respect globalement n'apparaît dans le droit qu'à partir de 1948 et de la déclaration universelle des droits de l'homme.
Dans ce cadre, la tolérance n'est pas une valeur individuelle, mais un dynamisme évoluant entre la réception de la règle et l'aptitude du pouvoir à la faire respecter.
Cette notion de tolérance dépend donc de la façon dont le pouvoir conçoit sa relation à la vérité et des moyens qu'il est disposé à investir pour faire valoir cette conception.

### La tolérance selon John Rawls
Le philosophe américain John Rawls, dans son ouvrage de philosophie morale A Theory of Justice (Une Théorie de la justice), établit que la tolérance est une vertu nécessaire à l'établissement d'une société juste. Mais il pose la question « Doit-on tolérer les intolérants ? ». Rawls y répond positivement, indiquant que de ne pas les tolérer serait intolérant et serait donc une injustice. En revanche il établit qu'une société tolérante a le droit, et le devoir, de se protéger et que ceci impose une limite à la tolérance : une société n'a aucune obligation de tolérer des actes ou des membres voués à son extermination.

## Discussion
La « Théorie de justice » fait référence à « une société juste », dont les membres seraient pour la plupart tolérants, et capable de tolérer les intolérants. On peut légitimement lui opposer « une société tolérante », ce qui implique pour chacun de ses membres, la pratique de la « tolérance mutuelle », et exclut la permissivité et l'intolérable.

## Tolérance religieuse
La tolérance religieuse est une attitude adoptée devant des confessions de foi différentes ou devant des manifestations publiques de religions différentes. Exemple, l'édit de Versailles de 1787 (France) autorise la construction de lieux de cultes pour les protestants à condition que leur clocher soit moins haut que celui des églises catholiques.

« Le mot, en son sens moderne, vaut […] comme rejet ou condamnation ; la secte, c'est l'Église de l'autre. »

— André Comte-Sponville, Dictionnaire philosophique, Paris, PUF, 2001
Il faut différencier trois domaines de tolérance religieuse. Tout d'abord, la tolérance inscrite dans les textes sacrés auxquels se réfère la religion. Ensuite, l'interprétation qui en a été faite par les autorités religieuses. Enfin, la tolérance du fidèle, qui, bien que guidée par sa foi, n'en reste pas moins individuelle.
Bien que chaque religion ait évolué plus ou moins indépendamment, on constate trois grandes tendances liées à trois grandes périodes de l'Histoire.

### Le polythéisme antique
Dans le polythéisme antique (avant l'ère chrétienne), il est fréquent de constater des échanges de divinités d'un panthéon à l'autre, notamment en Europe du Nord et au Proche-Orient. On peut citer par exemple le cas de la civilisation de l'Égypte antique, pour laquelle la tolérance religieuse était un pilier (sauf pendant la période d'Akhénaton) et dont le pays a abrité, à de nombreuses époques, des temples de divinités étrangères (Baal, Astarté, etc.). De même pour Rome avec l'adoption de la déesse Isis.
On ne peut parler de tolérance dans le cas du panthéon romain dont le culte se confond avec celui de la ville, puis de l'empereur à partir d'Auguste.

D'une part la religion n'est pas conçue comme une expression de la relation d'un individu à une divinité, mais comme la relation d'un individu à la société romaine où il doit s'intégrer, ou encore comme la relation d'une ville à son destin (Louis Gernet, la religion romaine, Albin Michel). Les Vieux Romains ne connaissent qu'une religio : la leur ; mais, par la suite, la culture romaine s'hellénise et s'ouvre à des cultes très différents du mos maiorum (la coutume) mais qui bénéficient de l'interpretatio romana. Les autres cultes, s'ils ne peuvent être captés (procédure de captatio) sont considérés comme superstitio.
"[Dans sa doctrine philosophique, Cicéron ]"accorde le doute avec la recherche du vrai, l'esprit de tolérance (déjà visible dans un discours, le Pro Murena, et fondamental chez Cicéron) avec le sens de l'absolu. (…) En matière de religion, il souligne dans le de natura deorum qu'il n'y a pas aucune certitude sur l'existence du divin. Cela ne l'empêche pas d'en concevoir la vraisemblance ou la probabilité."
À l'époque des apologistes, Celse témoigne qu'il ne s'agit pas, en ce qui concerne le christianisme, de tolérance comme ouverture aux valeurs d'autrui, mais de tolérance à ce qui ne détruit pas l'ordre public. Seul le judaïsme aurait bénéficié à côté de la religion romaine du statut de religio licita mais cette notion même est controversée.
L'importation des cultes orientaux (Isis, Mithra, etc.) par les soldats romains ayant participé aux batailles orientales, représente au contraire une modification du sentiment religieux. Il ne s'agit pas d'échange de divinités mais de se considérer comme dévot d'Isis ce qui n'empêche pas la participation aux cultes urbains. En quelque sorte, le culte d'Isis se substitue aux divinités familiales chez le soldat errant.
Ce n'est qu'en 311 qu'un édit de tolérance, l'édit de Milan décrète la liberté de tous les cultes.

### Le monothéisme
Avec le développement du monothéisme (judaïque, chrétien, puis islamique) apparaît la notion d'exclusivité du divin.
- Judaïsme : « Tu n'auras pas d'autre dieu devant ma face. », (Exode 20,3).

- Christianisme : « Je crois en Dieu, le Père Tout-puissant, Créateur du ciel et de la terre. » (Symbole des Apôtres, IIe siècle)

- Islam : « Il n'est d'autre divinité que Dieu », (profession de foi).

Un monothéisme exclut les autres monothéismes au moins dans leur principe même s'il y a des accommodements, et condamne toute forme d'idolâtrie. La loi juive formulée dans le Deutéronome limite sévèrement les relations entre Juifs et non-Juifs. Le christianisme, s'il s'est diffusé pacifiquement pendant son premier millénaire d'existence, a développé ensuite des moyens de coercition contre les « hérétiques », et a alterné envers les Juifs des phases de tolérance et d'intolérance : à partir du XVIe siècle, catholiques et protestants ont rivalisé d'intolérance, malgré quelques exceptions (des états catholiques ont accepté l'existence de minorité protestantes). L'islam accepte plus ou moins, selon les pays, la présence de « mécréants » d'autres religions, contraints à payer un impôt spécial (dhimmis), se montre peu tolérant et n'hésite pas à employer la violence pour établir son pouvoir. Au sein du mouvement de la Réforme protestante, Sébastien Castellion (1515-1563) tient une place marginale mais avant-gardiste sur le plan de la liberté de conscience en religion. En particulier il s'oppose à Calvin à l'occasion du procès de Michel Servet. "En 1685, après la révocation de l’édit de Nantes, Pierre Bayle dénonce l'intolérance dans son Commentaire philosophique sur ces paroles de Jésus-Christ : « Contrains-les d’entrer », et prône une tolérance civile de toutes les confessions chrétiennes, du judaïsme, de l'islam et même pour les athées." À partir du XIXe siècle néanmoins, le christianisme évolue et adopte les principes modernes de la tolérance. À la différence des pays musulmans qui, s'ils tolèrent encore dans certains d'entre eux des minorités religieuses, chrétiennes et juives en particulier, mais aussi d'autres branches de l'Islam, parviennent mal à accepter une véritable diversité religieuse. Au point qu'au Proche-Orient, les chrétiens subissent, en Irak par exemple, des persécutions violentes et qu'en Arabie Saoudite, toute expression religieuse autre que musulmane est réprimée impitoyablement.[réf. nécessaire]

### Le dialogue interreligieux
La tolérance n'a donc pas de tout temps existé. Déjà Platon, d'après une rumeur colportée par Diogène Laërce, aurait voulu brûler en place publique les œuvres de Démocrite. L'ouverture de la culture grecque aux cultures extérieures et le dialogue continuel des philosophes entre eux ont généré un climat intellectuel tendu mais propice aux échanges et à la réflexion. C'est la philosophie des Lumières qui transforme ce qui semblait une faiblesse chez Augustin d'Hippone, théoricien de la persécution légitime, tel que le présentait Bossuet.[réf. nécessaire]
Le symbole du tournant est cette phrase attribuée par erreur à Voltaire : « je n'aime pas vos idées mais je me battrai pour que vous puissiez les exprimer ». Il se constitue alors un mouvement intellectuel luttant contre les intolérances du christianisme : « De toutes les religions, la chrétienne est sans doute celle qui doit inspirer le plus de tolérance, quoique jusqu'ici les chrétiens aient été les plus intolérants de tous les hommes. » (Dictionnaire philosophique, article « Tolérance » 7).[réf. nécessaire]
Le développement des sciences religieuses dans la philosophie allemande du XIXe siècle a permis la mise en œuvre d'un savoir laïc sur le phénomène religieux qui est perçu comme une menace par les religions. Tel fut l'enjeu de la crise moderniste, tel est encore l'enjeu de bien des conflits ayant à voir avec le phénomène religieux.
[réf. nécessaire]
Du fait de la vocation de la plupart des religions à n'enseigner que ce qu'elles croient vrai désignant par toutes variantes du faux tout ce qu'elles n'ont pas exprimé elles-mêmes (méthode des épicycles coperniciens décrite pour la première fois dans le domaine religieux par John Hick dans God Has Many Names (1988) et popularisé depuis par Régis Debray dans Le Feu sacré : Fonction du religieux, Fayard, 2003), on ne peut dire que la culture religieuse de l'Européen moyen ait grandement avancé.[réf. nécessaire]
La réflexion sur la vérité religieuse, pourtant bien amorcée par Michel de Certeau s.j. dans L'invention du quotidien, t. II : manières de croire n'a été reprise par aucune religion. Le croyant ignore donc le sacré des autres et exige des mêmes autres la révérence en ce que lui croit, révérence qu'il n'est pas prêt à manifester à l'égard de ses interlocuteurs.[réf. nécessaire]

## Tolérance technique
La tolérance en technique est la marge d'erreur acceptable, ou la capacité de résistance à une agression.[réf. nécessaire]
Dans les sciences appliquées, la tolérance est souvent synonyme de capacité de résistance à un problème, une agression, par exemple l'inertie d'un matériau ou sa résistance à une corrosion chimique.
La tolérance est une notion utilisée dans les branches des mathématiques relatives aux calculs d'erreurs, aux statistiques et aux incertitudes.
La tolérance est une notion fondamentale de la métrologie.

### Génie mécanique
- tolérance des matériaux entre eux
- tolérance aux dommages
- tolérance d'usinage, ajustement
- métrologie

### Électronique
De par leurs techniques de fabrication très critiques, tous les composants électroniques ont des plages de fonctionnement et des rendements assez irréguliers, ceux-ci pouvant varier du simple au double — voire plus pour les gains des transistors. L'industrie électronique a donc mis en place tout un système de repérage et de marquage des tolérances sur les composants. Bien souvent, c'est seulement après certains tests de validation que le marquage des composants est effectué avec les indications adéquates.[réf. nécessaire]

### Informatique
Les logiciels informatiques, de par leur complexité croissante, ne sont pas parfaits et ont une plus ou moins grande capacité à tolérer les erreurs de toutes sortes : erreurs internes, erreurs humaines de saisie, erreurs du matériel, ou erreurs de programmes tiers. Lesquelles, si elles sont mal gérées peuvent induire des défaillances et donc un comportement erratique de l'ordinateur, lequel est censé ne jamais commettre d'erreur.[réf. nécessaire]
Une majorité des problèmes de tolérance des logiciels vient du fait que les développeurs présupposent trop souvent la plage de données que le programme va recevoir de la part des systèmes interagissant avec lui (utilisateur, système d'exploitation, etc.). En dehors des bugs provenant des erreurs de programmation, les dysfonctionnements du programme sont souvent dus à des situations non prévues.[réf. nécessaire]
Voir aussi :
- Tolérance aux pannes

### Immunologie
En immunologie, la tolérance est la capacité d'un organisme à accepter la présence de corps étrangers dans son environnement. Cette tolérance a une importance capitale dans le processus de greffes d'organes.
Pour en savoir plus : tolérance immunologique.

### Pharmacologie
En pharmacologie, la tolérance ou accoutumance  est un processus d'adaptation de l'organisme à une substance éventuellement toxique.

### Biologie
En biologie, la tolérance ou accoutumance est un processus d'adaptation d'un organisme à un stimulus extérieur, un environnement nouveau.

### Tolérance monétaire
Dans le vocabulaire monétaire la tolérance désigne l'écart maximum admis entre le titre ou le poids réels et l'équivalent légal d'une monnaie.[réf. nécessaire]

## L'intolérance
L'intolérance est, à l'inverse, lorsqu'un individu n'arrive pas à respecter certaines différences. L’homogénéité, dans une société, nous rassure sur notre propre existence. La méconnaissance d’une différence, par exemple, mène à la peur, qui peut causer de l’intolérance : l’hétérogénéité remet en cause notre statut, notre état ainsi que ce qui nous définit au sein de cette société. L’intolérance est apportée par cette menace.
L’humain a besoin d’établir des hiérarchies pour, entre autres, se rassurer sur sa propre position. L’insécurité amenée en se comparant à quelqu’un d’autre, dans cette hiérarchie, peut mener à des manifestations d’intolérance.
Pour supprimer l'intolérance, il est nécessaire de supprimer ce qui suscite la peur en nous qui est causée par la différence elle-même ou par la méconnaissance de celle-ci.
L’« espace » entre deux individus est appelé la différence. C’est la conservation de cet espace et le respect de celui-ci qui est à l’origine de la tolérance. Dans le cas contraire, l'intolérance prend place.